# 44 Alternativo
44 Alternativo —indicativo XHIJ-TDT2— é um subcanal de TV digital e uma subcanal do TV local do Grupo Intermedia, a sede oficial e localizado em Cidade Juárez, Chihuahua.

## História
Um ano após que XHIJ-TV iniciasse transmissões em televisão digital terrestre em 2 de novembro de 2011, em 18 de junho de 2012, iniciou transmissões do canal 44.2, se chamando: 44 Alternativo. Anunciaram-se promocionais do canal em 18 de junho desse mesmo ano.